# Almoez Ali
Almoez Ali Abdullah Zainalabiddin (tiếng Ả Rập: المعز علي زين العابدين عبد الله, sinh ngày 19 tháng 8 năm 1996) là một cầu thủ bóng đá chuyên nghiệp thi đấu ở vị trí tiền đạo cho Al-Duhail ở Giải bóng đá vô địch quốc gia Qatar nơi anh là đội trưởng. Sinh ra ở Sudan, anh thi đấu cho đội tuyển quốc gia Qatar.
Anh là vua phá lưới Asian Cup 2019 với 9 bàn thắng, nhận danh hiệu cầu thủ xuất sắc nhất giải đấu đó và cùng đội tuyển Qatar lên ngôi vô địch. Anh cũng trở thành người thứ hai sau Younis Mahmoud đoạt cú ăn ba tại một kỳ Asian Cup.

## Sự nghiệp quốc tế

### Giải vô địch bóng đá U-23 châu Á 2018
Anh xuất sắc trở thành vua phá lưới của giải đấu với 6 bàn thắng mặc dù đội bóng đã để thua U-23 Việt Nam trong trận bán kết và chỉ giành hạng 3 sau chiến thắng tối thiểu trước U-23 Hàn Quốc.

### Cúp bóng đá châu Á 2019
Đây là giải đấu mà HLV Felix Sanchez Bas cùng Qatar đã giành chức vô địch sau 7 trận với 19 bàn thắng và chỉ nhận 1 bàn thua trong trận chung kết với Nhật Bản. Cá nhân anh tiếp tục trở thành Vua phá lưới với 9 bàn thắng so với 6 bàn tại Giải vô địch bóng đá U-23 châu Á 2018 và vượt qua cả thành tích Vua phá lưới của Ali Daei người Iran.

## Bàn thắng quốc tế
Bàn thắng và kết quả của Qatar được để trước.
| #   | Ngày                 | Địa điểm                                                        | Đối thủ           | Bàn thắng | Kết quả | Giải đấu                          |
| --- | -------------------- | --------------------------------------------------------------- | ----------------- | --------- | ------- | --------------------------------- |
| 1.  | 5 tháng 10 năm 2017  | Sân vận động Jassim bin Hamad, Doha, Qatar                      | Singapore         | 1–0       | 3–1     | Giao hữu                          |
| 2.  | 5 tháng 10 năm 2017  | Sân vận động Jassim bin Hamad, Doha, Qatar                      | Singapore         | 2–0       | 3–1     | Giao hữu                          |
| 3.  | 14 tháng 12 năm 2017 | Sân vận động Hamad bin Khalifa, Doha, Qatar                     | Liechtenstein     | 1–0       | 1–2     | Giao hữu                          |
| 4.  | 23 tháng 12 năm 2017 | Sân vận động Câu lạc bộ Thể thao Al Kuwait, Kuwait City, Kuwait | Yemen             | 3–0       | 4–0     | Cúp Vùng Vịnh 2017                |
| 5.  | 26 tháng 12 năm 2017 | Sân vận động Câu lạc bộ Thể thao Al Kuwait, Kuwait City, Kuwait | Iraq              | 1–0       | 1–2     | Cúp Vùng Vịnh 2017                |
| 6.  | 7 tháng 9 năm 2018   | Sân vận động Quốc tế Khalifa, Doha, Qatar                       | Trung Quốc        | 1–0       | 1–0     | Giao hữu                          |
| 7.  | 11 tháng 9 năm 2018  | Sân vận động Quốc tế Khalifa, Doha, Qatar                       | Palestine         | 1–0       | 3–0     | Giao hữu                          |
| 8.  | 12 tháng 10 năm 2018 | Sân vận động Jassim bin Hamad, Doha, Qatar                      | Ecuador           | 2–0       | 4–3     | Giao hữu                          |
| 9.  | 12 tháng 10 năm 2018 | Sân vận động Jassim bin Hamad, Doha, Qatar                      | Ecuador           | 4–1       | 4–3     | Giao hữu                          |
| 10. | 23 tháng 12 năm 2018 | Sân vận động Quốc tế Khalifa, Doha, Qatar                       | Jordan            | 1–0       | 2–0     | Giao hữu                          |
| 11. | 9 tháng 1 năm 2019   | Sân vận động Hazza bin Zayed, Al Ain, UAE                       | Liban             | 2–0       | 2–0     | AFC Asian Cup 2019                |
| 12. | 13 tháng 1 năm 2019  | Sân vận động Khalifa bin Zayed, Al Ain, UAE                     | CHDCND Triều Tiên | 1–0       | 6–0     | AFC Asian Cup 2019                |
| 13. | 13 tháng 1 năm 2019  | Sân vận động Khalifa bin Zayed, Al Ain, UAE                     | CHDCND Triều Tiên | 2–0       | 6–0     | AFC Asian Cup 2019                |
| 14. | 13 tháng 1 năm 2019  | Sân vận động Khalifa bin Zayed, Al Ain, UAE                     | CHDCND Triều Tiên | 4–0       | 6–0     | AFC Asian Cup 2019                |
| 15. | 13 tháng 1 năm 2019  | Sân vận động Khalifa bin Zayed, Al Ain, UAE                     | CHDCND Triều Tiên | 5–0       | 6–0     | AFC Asian Cup 2019                |
| 16. | 17 tháng 1 năm 2019  | Sân vận động Thành phố Thể thao Zayed, Abu Dhabi, UAE           | Ả Rập Xê Út       | 1–0       | 2–0     | AFC Asian Cup 2019                |
| 17. | 17 tháng 1 năm 2019  | Sân vận động Thành phố Thể thao Zayed, Abu Dhabi, UAE           | Ả Rập Xê Út       | 2–0       | 2–0     | AFC Asian Cup 2019                |
| 18. | 29 tháng 1 năm 2019  | Sân vận động Mohammed bin Zayed, Abu Dhabi, UAE                 | UAE               | 2–0       | 4–0     | AFC Asian Cup 2019                |
| 19. | 1 tháng 2 năm 2019   | Sân vận động Thành phố Thể thao Zayed, Abu Dhabi, UAE           | Nhật Bản          | 1–0       | 3–1     | AFC Asian Cup 2019                |
| 20. | 16 tháng 6 năm 2019  | Sân vận động Maracanã, Rio de Janeiro, Brasil                   | Paraguay          | 1–2       | 2–2     | Copa América 2019                 |
| 21. | 5 tháng 9 năm 2019   | Sân vận động Jassim bin Hamad, Doha, Qatar                      | Afghanistan       | 1–0       | 6–0     | Vòng loại FIFA World Cup 2022     |
| 22. | 5 tháng 9 năm 2019   | Sân vận động Jassim bin Hamad, Doha, Qatar                      | Afghanistan       | 2–0       | 6–0     | Vòng loại FIFA World Cup 2022     |
| 23. | 5 tháng 9 năm 2019   | Sân vận động Jassim bin Hamad, Doha, Qatar                      | Afghanistan       | 5–0       | 6–0     | Vòng loại FIFA World Cup 2022     |
| 24. | 15 tháng 10 năm 2019 | Sân vận động Al Janoub, Al Wakrah, Qatar                        | Oman              | 2–1       | 2–1     | Vòng loại FIFA World Cup 2022     |
| 25. | 29 tháng 11 năm 2019 | Sân vận động Quốc tế Khalifa, Doha, Qatar                       | Yemen             | 3–0       | 6–0     | Cúp bóng đá vịnh Ả Rập lần thứ 24 |
| 26. | 12 tháng 10 năm 2020 | Khu liên hợp thể thao Mardan, Aksu, Thổ Nhĩ Kỳ                  | Ghana             | 1–1       | 1–5     | Giao hữu                          |
| 27. | 17 tháng 11 năm 2020 | BSFZ-Arena, Maria Enzersdorf, Áo                                | Hàn Quốc          | 1–1       | 1–2     | Giao hữu                          |
| 28. | 4 tháng 12 năm 2020  | Sân vận động Jassim bin Hamad, Doha, Qatar                      | Bangladesh        | 3–0       | 5–0     | Vòng loại FIFA World Cup 2022     |
| 29. | 4 tháng 12 năm 2020  | Sân vận động Jassim bin Hamad, Doha, Qatar                      | Bangladesh        | 4–0       | 5–0     | Vòng loại FIFA World Cup 2022     |
| 30  | 4 tháng 7 năm 2021   | Sân vận động Aldo Drosina, Pula, Croatia                        | El Salvador       | 1–0       | 1–0     | Giao hữu                          |
| 31  | 13 tháng 7 năm 2021  | Sân vận động BBVA, Houston, Hoa Kỳ                              | Panamá            | 2–1       | 3–3     | Cúp Vàng CONCACAF 2021            |
| 32  | 17 tháng 7 năm 2021  | Sân vận động BBVA, Houston, Hoa Kỳ                              | Grenada           | 4–0       | 4–0     | Cúp Vàng CONCACAF 2021            |
| 33  | 24 tháng 7 năm 2021  | Sân vận động State Farm, Glendale, Hoa Kỳ                       | El Salvador       | 1–0       | 3–2     | Cúp Vàng CONCACAF 2021            |
| 34  | 24 tháng 7 năm 2021  | Sân vận động State Farm, Glendale, Hoa Kỳ                       | El Salvador       | 3–0       | 3–2     | Cúp Vàng CONCACAF 2021            |
| 35  | 14 tháng 11 năm 2021 | Sân vận động Olympic Baku, Baku, Azerbaijan                     | Azerbaijan        | 1–0       | 2–2     | Giao hữu                          |
| 36  | 14 tháng 11 năm 2021 | Sân vận động Olympic Baku, Baku, Azerbaijan                     | Azerbaijan        | 2–2       | 2–2     | Giao hữu                          |
| 37  | 6 tháng 12 năm 2021  | Sân vận động Al Bayt, Al Khor, Qatar                            | Iraq              | 1–0       | 3–0     | FIFA Arab Cup 2021                |
| 38  | 10 tháng 12 năm 2021 | Sân vận động Al Bayt, Al Khor, Qatar                            | UAE               | 2–0       | 5–0     | FIFA Arab Cup 2021                |
| 39  | 10 tháng 12 năm 2021 | Sân vận động Al Bayt, Al Khor, Qatar                            | UAE               | 5–0       | 5–0     | FIFA Arab Cup 2021                |
| 40  | 27 tháng 10 năm 2022 | Sân vận động Marbella, Marbella, Tây Ban Nha                    | Honduras          | 1–0       | 1–0     | Giao hữu                          |
| 41  | 5 tháng 11 năm 2022  | Sân vận động Marbella, Marbella, Tây Ban Nha                    | Panamá            | 1–0       | 2–1     | Giao hữu                          |
| 42  | 9 tháng 11 năm 2022  | Sân vận động Marbella, Marbella, Tây Ban Nha                    | Albania           | 1–0       | 1–0     | Giao hữu                          |
| 43  | 16 tháng 11 năm 2023 | Sân vận động quốc gia Khalifa, Doha, Qatar                      | Afghanistan       | 2–1       | 8–1     | Vòng loại FIFA World Cup 2026     |
| 44  | 16 tháng 11 năm 2023 | Sân vận động quốc gia Khalifa, Doha, Qatar                      | Afghanistan       | 4–1       | 8–1     | Vòng loại FIFA World Cup 2026     |
| 45  | 16 tháng 11 năm 2023 | Sân vận động quốc gia Khalifa, Doha, Qatar                      | Afghanistan       | 5–1       | 8–1     | Vòng loại FIFA World Cup 2026     |
| 46  | 16 tháng 11 năm 2023 | Sân vận động quốc gia Khalifa, Doha, Qatar                      | Afghanistan       | 6–1       | 8–1     | Vòng loại FIFA World Cup 2026     |
| 47  | 21 tháng 11 năm 2023 | Sân vận động Kalinga, Bhubaneswar, Ấn Độ                        | Ấn Độ             | 2–0       | 3–0     | Vòng loại FIFA World Cup 2026     |
| 48  | 31 tháng 12 năm 2023 | Sân vận động Thani bin Jassim, Doha, Qatar                      | Campuchia         | 1–0       | 3–0     | Giao hữu                          |
| 49  | 31 tháng 12 năm 2023 | Sân vận động Thani bin Jassim, Doha, Qatar                      | Campuchia         | 2–0       | 3–0     | Giao hữu                          |
| 50  | 31 tháng 12 năm 2023 | Sân vận động Thani bin Jassim, Doha, Qatar                      | Campuchia         | 3–0       | 3–0     | Giao hữu                          |
| 51  | 12 tháng 1 năm 2024  | Sân vận động Lusail Iconic, Lusail, Qatar                       | Liban             | 2–0       | 3–0     | AFC Asian Cup 2023                |
| 52  | 7 tháng 2 năm 2024   | Sân vận động Al Thumama, Doha, Qatar                            | Iran              | 3–2       | 3–2     | AFC Asian Cup 2023                |
| 53  | 26 tháng 3 năm 2024  | Sân vận động Ali Sabah Al-Salem, Farwaniya, Kuwait              | Kuwait            | 1–0       | 2–1     | Vòng loại FIFA World Cup 2026     |
| 54  | 26 tháng 3 năm 2024  | Sân vận động Ali Sabah Al-Salem, Farwaniya, Kuwait              | Kuwait            | 2–1       | 2–1     | Vòng loại FIFA World Cup 2026     |
| 55  | 10 tháng 9 năm 2024  | Sân vận động Quốc gia Lào mới, Viêng Chăn, Lào                  | CHDCND Triều Tiên | 2–1       | 2–2     | Vòng loại FIFA World Cup 2026     |
| 56  | 10 tháng 10 năm 2024 | Sân vận động Al Thumama, Doha, Qatar                            | Kyrgyzstan        | 1–0       | 3–1     | Vòng loại FIFA World Cup 2026     |
| 57  | 15 tháng 10 năm 2024 | Sân vận động Rashid, Dubai, UAE                                 | Iran              | 1–0       | 1–4     | Vòng loại FIFA World Cup 2026     |
| 58  | 14 tháng 11 năm 2024 | Sân vận động quốc gia Khalifa, Doha, Qatar                      | Uzbekistan        | 1–0       | 3–2     | Vòng loại FIFA World Cup 2026     |
| 59  | 14 tháng 11 năm 2024 | Sân vận động quốc gia Khalifa, Doha, Qatar                      | Uzbekistan        | 2–0       | 3–2     | Vòng loại FIFA World Cup 2026     |
| 60  | 24 tháng 12 năm 2024 | Sân vận động Sulaibikhat, Sulaibikhat, Kuwait                   | Oman              | 1–0       | 1–2     | Cúp bóng đá vịnh Ả Rập lần thứ 26 |